# Eklips
Pour l’article ayant un titre homophone, voir Éclipse.
 (juillet 2016).
Eklips, de son vrai nom Eddy Blondeau, né le 27 mai 1980 à Autun en Saône-et-Loire, est un rappeur, beatboxer et imitateur français. Il est connu pour imiter la plupart des rappeurs français et américains et surtout reproduire vocalement en « human beatbox » ses musiques préférées.

## Nom
Eklips fait référence à l'éclipse, phénomène astral rare et spectaculaire mais aussi au mot anglais "lips", qui signifie "lèvres", le rappeur utilisant sa bouche comme seul instrument. 

## Enfance et adolescence
Eddy Blondeau est originaire d'Autun en Bourgogne, il grandit en banlieue et est passionné de basket-ball. 
Il découvre la musique écoutée par ses sœurs, Michael Jackson et Mano Negra notamment. C'est à l'âge de huit ans qu'il commence à pratiquer le beatboxing, l'imitation de la rythmique avec la bouche. Passionné par les rappeurs de France ou des États-Unis, il se découvre un talent d'imitateur en reprenant les textes de ses idoles et en copiant leur flow. 
En cours, le jeune Eddy imitait même la sonnerie pour duper le professeur et terminer l'heure de cours plus tôt.
Avec deux amis d'enfance, il fonde, en 1990, le groupe ZMC (Zulu Master of Ceremony) puis Kriminal Gang, avec d'autres amis (Youssef Bayi et Abdel Houachmi, supporté et développé par les "grands du quartier" dont Christophe Chevaux, Moustapha Bayi, Salim Bouffermache, etc.
Beaucoup de concerts locaux s'enchainent après la sortie d'une cassette en 1996 intitulé « la guerre ou l’amour »

## Le Remède
Dès 1999, il fait partie d'un groupe de rap, le Remède avec Sierra Oscar Fox de son vrai nom Sofiane Mezari, Eklips faisait déjà des imitations via le Remède comme dans la chanson Le Rap n'est pas Mort.
Le groupe sort un street album en 2005 puis se sépare en 2008.

## Consécration
C'est en 2003 qu'il arrive à Paris. Il commence à faire quelques micros ouverts dans des évènements Hip-Hop, des interludes mix-tapes pour entre autres : Dj James, Dj Nauthy-J, Dj Kost et Goldfinger et pas mal de premières parties de têtes d'affiche comme MOP, DMX, Kery James... avec son groupe Le Remède. C'est aussi à cette période que Eklips fait sa première expérience de doublage de dessin animé, "The Slim shady show", chez Dubbing Brothers, sorti en DVD. Après donc pas mal de scènes nationales, place à  l'international avec Dj Mouss (plusieurs fois champion DMC, et ex-membre du mythique Double H Crew), les deux acolytes vont parcourir le monde dès 2005, pour faire danser les gens dans des clubs entre Marrakech, Dubaï, Shanghai,Tokyo …
Eklips se fait connaître sur Youtube avec une première apparition TV sur M6, puis avec une vidéo de beatbox retraçant l'histoire du hip-hop :"The most amazing beatbox video ever" qui génère plus de 55 millions de vues. Mais c'est en 2008 qu'il participe à la tournée du groupe phare du rap français Suprême NTM qui fait son grand retour. Eklips fait alors ses performances dans cinq concerts à Bercy et 10 Zéniths de France, Suisse et Belgique, avant d'utiliser Internet pour se faire mieux connaître. Sa chanson La Reformation en 2010 fait le buzz, il imite deux pionniers du rap français, Booba et Ali du groupe Lunatic. À l'époque, le groupe s'était séparé mais Eklips lance sa vidéo sous-entendant un retour du duo. Les fans croyant à une vraie reformation, l'imitateur a dû faire taire les rumeurs et révéler qu'il en était l'auteur. 
Eklips participe à la première partie à L'Olympia de Paris pour le concertDernier Round de Kool Shen et impressionne le public en imitant JoeyStarr. 
En 2011, il tente l'émission La France a un incroyable talent sur M6 avec un numéro de beatbox mais subit un échec avec deux « non » du jury, de Dave et Gilbert Rozon qui a même buzzé dès les premières secondes.
Trois ans après la « polémique » avec Booba, c'est le rappeur Rohff grand rival du Duc de Boulogne qui critique Eklips après que ce dernier ait sorti une chanson intitulée La Réconciliation dans laquelle il imite Booba et Rohff faisant la paix. Il lance son spectacle, le Crazy Show dans lequel il réalise ses performances et en 2012, sort son premier EP intitulé Skyzofrench Rap. Apprécié de Jamel Debbouze, Guillaume Pley, Mustapha El Atrassi, Rim'K ou encore Soprano, Eklips fait désormais des tournées dans le monde entier et son album Monster sort en 2014 où il rappe avec sa véritable voix, n'étant pas uniquement imitateur mais un rappeur à part entière.
En 2014, sur le plateau de l'émission Clique de Mouloud Achour sur Canal+, il bat le record d'Eminem en prononçant, façon rap, 105 mots en une minute.
En 2015, il fait des apparitions récurrentes sur la station de radio Mouv'.
En 2016 il participe à la tournée, « L'âge d'or du Rap Français », produit par Mazava Corp et Yuma Production, qui clôturera par un AccorHotels Arena en mars 2017. Cette même année sort le EP 100 % vocal / beatbox : Lips, prouesse incroyable produite aux côtés de Alexandrfe "Diesel Varela". S'enchaîne également, la saison 9 du Jamel Comedy Club, présenté par Alban Ivanov sur Canal Plus, en tant que dj vocal avec sa loopstation. 
Eklips développe ainsi de plus en plus sa capacité à faire des voix off pour différentes marques comme, AGF, Lipton, Oasis, Bouygues, Monopoly Junior… Mais aussi il prête sa voix pour l'habillage de Mouv' chez Radio France.
en 2018 Eklips est chroniqueur pour Radio Nova en tant que « MC Chelou » où il imite les rappeurs français en inversant les textes de variétés française, aux côtés de Yassine Belattar et Thomas Barbazan dans l'émission Les 30 Glorieuses. Puis en 2019 le même concept se fait avec la plateforme Deezer pour l'émission L'Heure de Gloire au Théâtre de Dix Heures à Paris.
2019 sera aussi marqué par la tournée de Kery James « Le Banlieusard Tour » qui s'est achevé le 2 Décembre à l'AccorHotels Arena.

## Liste non exhaustive des rappeurs imités par Eklips
Eklips est l'un des rares artistes à imiter les autres rappeurs. Willaxx les parodie tout en étant proches d'eux quant à Laurent Gerra, n'aimant que les chanteurs "anciens" comme Jacques Brel ou Gilbert Bécaud, il a parodié JoeyStarr de façon très acerbe et a plusieurs fois exprimé sa haine pour le rap. Eklips ne se considère pas comme un humoriste comme Nicolas Canteloup, il préfère la performance à la parodie. Dans une interview, il dit vouloir se cantonner aux rappeurs et ne pas se lancer dans l'imitation de chanteurs de variétés ou de voix parlées comme les politiciens. 
- JoeyStarr
- Booba
- Rohff
- Soprano
- Kery James
- Sefyu
- Mac Tyer
- Rim'K
- Lino
- Demon One
- Shurik'N
- Akhenaton
- Rockin'Squat
- Seth Gueko
- Médine
- La Fouine
- Maître Gims
- Black M
- Roi Heenok
- Youssoupha
- Sinik
- Ol Kainry
- Nessbeal
- Oxmo Puccino
- Lord Kossity
- Lacrim
- Nekfeu
- Orelsan
- Busta Flex
- MC Jean Gab'1
- Diam's
- Busta Rhymes
- Eminem
- Drake
- Jay-Z
- 50 Cent
- Snoop Dogg
- The Game
- Nate Dogg
- Xzibit
- B-Real
- Tupac Shakur
- Method Man
- RZA
- Raekwon
- Ghostface
- Ol' Dirty Bastard
- Lil Wayne
- PNL (Ademo et NOS)
- Doc Gynéco
- Tupac Shakur
- The Notorious B.I.G.
- JUL...

## Discographie
- 2010 : Single "La Reformation"[note 1]
- 2012 : EP Skyzofrench Rap

1. Introskyzo
2. Skyzofrench Rap 1[note 2]
3. American Psycho[note 3]
4. Wu-tang-klips[note 4]
5. Skyzofrench Rap 2[note 5]
6. Monster crunk
7. Caligator[note 6]
8. Skyzofrench Rap 3[note 7]
9. Ibrahimovic

- 2013 : Single "La Réconciliation"[note 8]
- 2014 : Album Monster

1. Speed
2. Crazy
3. 6th in the Morning
4. Monster
5. Beatbox Trap
6. Vraies stars feat. Youssoupha
7. B.Boy feat. Mourad Moux alias Moox.
8. Beatbox Rap « The Cypher » feat. Dany Dan, Jeff Le Nerf & Grödash
9. So Many Girls
10. Amertume
11. Ti-Punch feat. Admiral T, Vicelow, Biga Ranx & Nathy Boss
12. Seul

- 2016 : Single Skyzofrench Trap[note 9]
- 2016 : Single Qui est Qui ?
- 2016 : Single PLT[note 10]
- 2017 : EP 100% vocal / beatbox : Lips
- 2018 : Album rétrospectif + inédits : Hiphop History
- 2019 : EP : Not 4 Sale
- 2020 : Album : Best of + inédits

## Doublage
- 2003 : The Slim Shady Show
- 2008 : publicité Dim Dance Club
- 2009 : publicité Lipton Ice Tea
- 2009 : Les Lascars
- 2010 : publicité Monopoly Junior
- 2010 : publicité Bouygues Telecom[5]